# Palpelius dearmatus
Palpelius dearmatus är en spindelart som först beskrevs av Tord Tamerlan Teodor Thorell 1881.  Palpelius dearmatus ingår i släktet Palpelius och familjen hoppspindlar. Inga underarter finns listade i Catalogue of Life.